# Академіка Фогу
Ассосіасау Академіка ду Фогу або просто Академіка Фогу (порт. Associação Académica do Fogo) — професіональний кабовердійський футбольний клуб з міста Сан-Філіпе, на острові Фогу.

## Історія
Перший чемпіонат острову команда вишрала у 1985 році, пізніше, перемогла ще двічі в 1987 та 1988 роках, а також тричі поспіль між 2012 та 2014 роками. У національному чемпіонаті, в сезоні 2002 року разом з Академікою ду Аеропорту та Атлетіку, клуб набрав 16 очок і посів третє місце, це був другий рейтинг за всю історію ведення статистики в національному чемпіонаті Кабо-Верде, на даний час жоден інший клуб так і не зміг набрати 16 очок в національному чемпіонаті. Академіка Фогу вперше з'явилася у фіналі національного чемпіонату в сезоні 2013/14 року та зустрівся з Мінделенше. Перший матч клуб програв Мінделенше з рахунком 2:1, Віктор забив єдиний м'яч за Академіку у фіналі на 29-й хвилині, їх другий матч завершився з нульовим рахунком та посів друге місце в чемпіонаті, цей результат став найкращим за всю історію виступів у національних чемпіонатах.

## Форма
Його форма чорного кольору з білими боками і білими краями на рукавах, які були ширшими на лицевій частині і білою облямівкою для домашніх матчів та чорно-білої смугастої футболки з чорними рукавами, а також чорних шортів та шкарпеток для виїзних матчів.
Колишня виїзна форма складалася з білої футболки, чорних шортів та шкарпеток.

## Досягнення
- Чемпіонат Кабо-Верде з футболу: 0 перемог

фіналіст — 2014
- Чемпіонат острова Фогу: 13 перемог

1984/85, 1986/87, 1987/88, 1990/91, 1992/93, 1994/95, 1996/97, 2001/02, 2004/05,  2007/08, 2011/12, 2012/13, 2013/14
- Кубок острову Фогу: 1 перемога

2001

## Статитика виступів у чемпіонатах та кубках

### Національний чемпіонат
| Сезон | Див. | Міс. | Іг. | В | Н | П | ЗМ | ПМ | РМ | О  | Кубок | Примітки    | Плей-оф        |
| ----- | ---- | ---- | --- | - | - | - | -- | -- | -- | -- | ----- | ----------- | -------------- |
| 2002  | 1    | 3    | 8   | 5 | 1 | 2 | 21 | 12 | +9 | 16 |       |             |                |
| 2005  | 1A   | 3    | 5   | 2 | 1 | 2 | 10 | 7  | +3 | 7  |       | Не пробився | Не брав участі |
| 2008  | 1A   | 2    | 5   | 3 | 1 | 1 | 9  | 6  | +3 | 10 |       |             | 4-те місце     |
| 2012  | 1A   | 2    | 5   | 2 | 2 | 1 | 3  | 3  | 0  | 8  |       |             | 4-те місце     |
| 2013  | 1B   | 1    | 5   | 3 | 2 | 0 | 4  | 0  | +4 | 11 |       |             | Півфіналіст    |
| 2014  | 1A   | 2    | 5   | 2 | 2 | 1 | 7  | 2  | +5 | 8  |       | 2-ге місце  |                |

### Чемпіонат острова
| Сезон   | Див. | Міс. | Іг. | В  | Н | П | ЗМ | ПМ | РМ  | О  | Кубок | Суперкубок | Примітки                          |
| ------- | ---- | ---- | --- | -- | - | - | -- | -- | --- | -- | ----- | ---------- | --------------------------------- |
| 2004-05 | 2    | 1    | -   | -  | - | - | -  | -  | -   | -  |       |            | Вихід до національного Чемпіонату |
| 2007-08 | 2    | 1    | -   | -  | - | - | -  | -  | -   | -  |       |            | Вихід до національного Чемпіонату |
| 2011-12 | 2    | 1    | -   | -  | - | - | -  | -  | -   | -  |       |            | Вихід до національного Чемпіонату |
| 2012-13 | 2    | 1    | 18  | -  | - | - | -  | -  | -   | -  |       |            | Вихід до національного Чемпіонату |
| 2013-14 | 2    | 1    | 18  | 13 | 3 | 2 | 59 | 15 | +44 | 42 |       |            | Вихід до національного Чемпіонату |
| 2014-15 | 2    | 2    | 18  | 13 | 3 | 2 | 52 | 9  | +43 | 42 |       |            | 2-ге місце                        |

## Деякі статистичні дані
- Найкраще місце: 2-ге (національний чемпіонат)
- Найбільша кількість набраних очок: 16 (національний чемпіонат)

## Відомі гравці
- Клаудіу
- Сі
- Віктор
- Зе Луїш (грав у 2007 році за молодіжну команду)